# Ernst Aronson
Ernst Carl Aronson i riksdagen kallad Aronsson i Nibble, född 2 mars 1876 i Hedemora socken, död 11 november 1965 i Hedemora, var en svensk lantbrukare och riksdagsledamot tillhörande högerpartiet. Han var svärson till Ollas Anders Ericsson.
Aronson var ledamot av riksdagens andra kammare 1928-1936, invald i Kopparbergs läns valkrets.